# 1777
Cette page concerne l'année 1777  du calendrier grégorien. Pour l'année 1777 av. J.-C., voir 1777 av. J.-C.
L'année 1777 est une année commune qui commence un mercredi.

## Événements
- 13 avril : le négus d’Éthiopie Takla-Haïmanot II est déposé ; il meurt le 15 septembre, peut-être assassiné. Début du règne de Salomon II (fin en 1779)[1].

- 25 décembre : James Cook découvre l'île Christmas[2].

- Début du règne de Osei Kwame, asantehene des Ashanti (déposé en 1798, exécuté en 1803)[3].
- À Bornéo, des mineurs chinois installés dans les régions au nord du fleuve Kapuas (« les districts chinois »), qui exploitent des mines d’or, se révoltent contre le sultan de Pontianak et forment un pouvoir presque indépendant (kongsi de Lafang), 1777-1784)[4].
- Le christianisme est introduit en Corée[5].

### Amérique

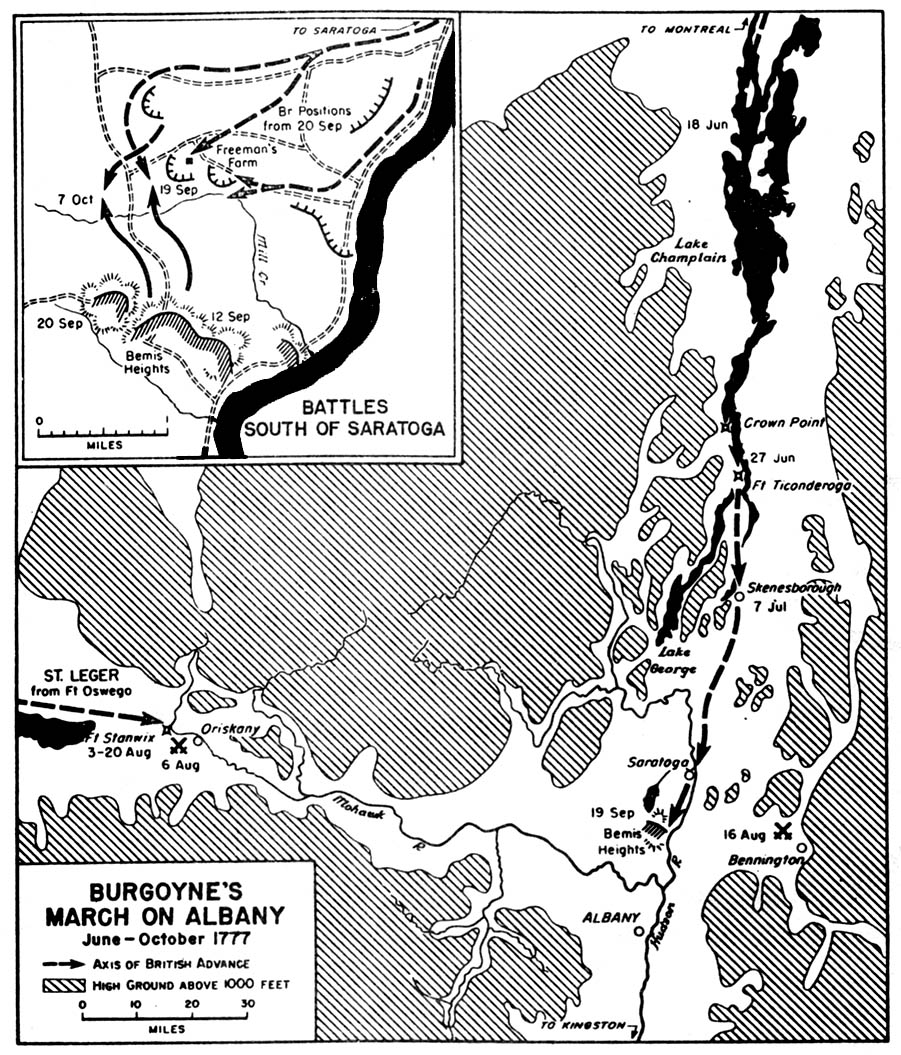
Juin-octobre : campagne de Saratoga

- 3 janvier : victoire américaine sur les Britanniques bataille de Princeton[6].

- 21 avril : Pedro de Cevallos arrive à Montevideo[7]. Le 4 juin, les Portugais sont chassés de Colonia del Sacramento en Uruguay[8].

- 3 juin : traité d'Aranjuez qui fixe la frontière entre la partie française et la partie espagnole de Saint-Domingue[9].
- 13 juin : La Fayette débarque près de Charleston (Caroline du Sud)[10].
- 14 juin : le Second Congrès continental adopte le drapeau des États-Unis[11].

- 6 août : bataille d'Oriskany[12].
- 16 août : bataille de Bennington[13].

- 8 septembre : la Capitainerie générale du Venezuela est créée par le roi Charles III d'Espagne ; elle comprend les territoires actuels du Venezuela et l'île de Trinité (Trinité-et-Tobago)[14].
- 11 septembre : bataille de Brandywine[13]. Le Congrès évacue Philadelphie menacée.
- 19 septembre et 7 octobre : victoires américaines lors des deux batailles de Saratoga[6].
- 26 septembre : prise de Philadelphie par les Britanniques[15].

- 1er octobre : traité de Saint-Ildefonse entre le Portugal et l’Espagne. Il fixe les frontières entre le Brésil et les possessions espagnoles. Colonia del Sacramento est cédée à l'Espagne et le Portugal récupère l’île Sainte-Catherine, prise en février par les Espagnols. Le traité est confirmé par le traité du Pardo de 1778 par lequel le Portugal perd Fernando Póo et Annobón ⋅en Guinée équatoriale[16].
- 4 octobre : bataille de Germantown[13].

- 15 novembre : le Congrès adopte les Articles de la Confédération (ratifiés en 1781)[17].
- 29 novembre : fondation de la colonie espagnole de San José, en Californie[18].

- 20 décembre : le sultan Mohammed III du Maroc annonce que tous les navires battant pavillon américain pourraient entrer librement dans les ports marocains, reconnaissant implicitement l'indépendance des Treize Colonies américaines[19].

### Europe
- 14 février : Marie-Thérèse ordonne le transfert de l’université de Nagyszombat à Buda, au palais royal. L’année universitaire y débute le 9 novembre[20]. L’Université compte 14 facultés, 32 professeurs, 423 étudiants.
- 19 février : le comte de Floridablanca (1728-1808), devient le Premier ministre de Charles III d'Espagne (fin en 1792)[21]. Il est le principal acteur de la politique de réforme de Charles III.

24 février : Maria et Dom Pedro.

- 24 février : début du règne de Marie Ire de Bragance, reine du Portugal (fin en 1816). Pierre III, roi de Portugal[8].

- 4 mars : 
  - disgrâce du marquis de Pombal au Portugal. « Viradeira » (revirement)[8]. Les procès de 1758 et 1759 sont annulés. Des centaines d’ecclésiastiques, accusés de s’opposer à la toute-puissance de l’État, sortent des geôles (il en aurait fait emprisonner plus de 2000).
  - Şahin Giray est proclamé Khan de Crimée avec le soutien de la Russie[22].
- 27 mars (16 mars du calendrier julien) : renouvellement pour huit ans de l'alliance de 1764 entre la Russie et la Prusse ; Catherine refuse de renouveler l'alliance en 1781[23].

- 18 avril : arrivée à Paris de Joseph II, en voyage incognito en France sous le nom de Falkenstein[24]. Il prend connaissance des doctrines économiques des mercantilistes et des physiocrates.

- 22 août : réforme de l’enseignement secondaire en Hongrie (Ratio educationis). Création d’un système unitaire de 8 académies avec 128 collèges[25]. La physique de Newton commence à être enseignée.

- Octobre : les tatars de Crimée incités par les Ottomans attaquent les Russes dispersés en Crimée et dans le Kouban ; après deux défaites Şahin Giray se réfugie auprès des Russes et Bakht Giray est nommé khan par la Porte. En décembre, une armée russe intervient en Crimée pour rétablir Şahin[22].

- 9 novembre : premier éclairage public à Buda et à Pest, conjointement avec l'ouverture de l'université[26].

- Dernière exécution d’une sorcière (malefica) en Hongrie[27].

## Naissances en 1777
- 13 janvier : Pierre Sejean Dit Cezeaux, homme politique français († Date inconnue).
- 24 février : Tom Souville, corsaire et sauveteur calaisien († 31 décembre 1839).
- 28  février : Justus von Gruner, conseiller d'État secret et homme d'État prussien († 8 février 1820).

- 3 mars : Friedrich Matthäi, peintre allemand († 9 novembre 1815).
- 6 mars : Charles Fournier des Ormes, peintre français († 18 janvier 1850).
- 10 mars : Louis Hersent, peintre et graveur français († 2 octobre 1860).
- 31 mars : Charles Cagniard de Latour, ingénieur et physicien français († 5 juillet 1859).

- 4 avril : Antoine-Patrice Guyot, peintre paysagiste et professeur d'art plastique français († 27 mai 1845).
- 5 avril : Jules-César Savigny, zoologiste français († 5 octobre 1851).
- 8 avril : Ludwig Berger, pianiste, compositeur et professeur de piano allemand († 16 février 1839).
- 25 avril : Natale Schiavoni, peintre italien († 16 avril 1858).
- 30 avril : Carl Friedrich Gauss, mathématicien allemand († 23 février 1855).

- 4 mai :
  - Richard Bourke, homme politique britannique († 13 août 1855).
  - Charles-Louis-Joseph Hanssens, violoniste, compositeur, chef d'orchestre et directeur de théâtre belge († 6 mai 1852).
- 22 mai : Charity Bryant, écrivaine américaine († 6 octobre 1851).
- 29 mai : Friedrich August von der Marwitz, militaire et homme politique allemand († 6 décembre 1837).

- 28 juin : Michel Hennin, antiquaire, numismate et collectionneur français († 29 décembre 1863).

- 3 août : Eustache-Hyacinthe Langlois, peintre, dessinateur, graveur et écrivain français († 29 septembre 1837).
- 11 août : Giuseppe Bossi, peintre italien († 9 novembre 1815).
- 19 août : Auguste de Forbin, peintre, écrivain archéologue et administrateur français, directeur général du musée du Louvre († 1841).

- 12 septembre : Henri-Marie Ducrotay de Blainville, zoologiste et anatomiste français († 1er mai 1850).
- 28 septembre : Jacques-Louis Maupillier, combattant des guerres de Vendée († 24 juin 1857).

- 4 octobre : Francisco de la Lastra, homme politique et militaire chilien († 13 mai 1852).
- 6 octobre : Baron Guillaume Dupuytren, chirurgien et anatomiste français († 8 février 1835).

- 5 novembre : Charles-Frédéric Kreubé, violoniste, chef d'orchestre et compositeur français († 3 mai 1846).
- 12 novembre : Jean-Baptiste Dumas, homme politique français († 10 avril 1861).
- 14 novembre : Johann Ludwig Christian Carl Gravenhorst, zoologiste allemand († 14 janvier 1857).
- 22 novembre : José Cecilio del Valle, avocat, homme d'État, journaliste et intellectuel centraméricain († 2 mars 1834).

- 4 décembre : Mme Julie Récamier, salonnière, femme de lettres († 11 mai 1849).
- 5 décembre : Karl von Inzaghi, homme politique autrichien († 17 mai 1856).
- 15 décembre : Agostino Aglio, lithographe, graveur et peintre italien († 30 janvier 1857).
- 19 décembre : Pierre-Auguste Vafflard, peintre d'histoire, de genre et de portraits français († 7 septembre 1837).

- Date précise inconnue :
  - Benjamin Rolland, peintre français († 25 mars 1855).
  - Ratu Tanoa Visawaqa, homme politique fidjien († 8 décembre 1852).

## Décès en 1777
- 24 février : Joseph Ier de Portugal (° 6 juin 1714).

- 20 mars : Jean-François-Joseph de Rochechouart, cardinal français, évêque de Laon (° 28 janvier 1708).

- 2 avril :  Maksim Berezovsky, compositeur, chef d'orchestre, chanteur d'opéra et violoniste ukrainien (° 27 octobre 1745).
- 12 avril : Claude-Prosper Jolyot de Crébillon, dit Crébillon fils, écrivain libertin français (° 14 février 1707).
- 29 avril : Antonio Joli, peintre italien de veduta (° 1700).

- 24 juin : Thomas Young, patriote pendant la guerre d'indépendance des États-Unis (° 19 février 1731).

- 27 juillet : William Hayes, compositeur, organiste, chanteur et chef d'orchestre anglais (° 26 janvier 1708).

- 17 août : Giuseppe Scarlatti, compositeur italien (° 1723).
- 23 août : Charles-Joseph Natoire, peintre français (° 3 mars 1700).

- 22 septembre : John Bartram, botaniste américain (° 23 mars 1699).
- 25 septembre : Jean-Henri Lambert, mathématicien (° 26 août 1728).

- 6 octobre : Marie-Thérèse Rodet Geoffrin, salonnière française (° 26 juin 1699).
- 27 octobre : Charles Antoine de La Roche-Aymon, cardinal français, archevêque de Reims (° 17 février 1697).

- 6 novembre : Bernard de Jussieu, botaniste français (° 17 août 1699).
- 7 novembre : Jacques Mathon de La Cour, mathématicien, mécanicien et musicien français (° 28 octobre 1712).
- 27 novembre : José Rodríguez de la Oliva, peintre et sculpteur espagnol de l'époque baroque (° 1695).

- 10 décembre : Lorenzo de Caro, peintre italien  de l'école napolitaine (° 29 mai 1719).
- 12 décembre : Albrecht von Haller, savant suisse (botanique, médecine, chirurgie) (° 16 octobre 1708).
- 30 décembre : Maximilien III Joseph de Bavière, Prince-Électeur de Bavière (° 28 mars 1727).
- 26 décembre : Dolly Pentreath, dernière locutrice courante de la langue cornique (° 1692).

- Date précise inconnue :
  - Mary Mathew, écrivaine irlandaise (° 1724).
  - Marianne Trotter, peintre et graveuse irlandaise (° vers 1752).